# Bancroft (Wisconsin)
Bancroft – jednostka osadnicza w Stanach Zjednoczonych, w stanie Wisconsin, w hrabstwie Portage.